# Datousaurus
Datousaurus ("ještěr s velkou hlavou", podle neobvykle velké lebky) byl středně velký zástupce skupiny sauropodi. Žil v období střední jury (asi před 165 miliony let) na území současné Číny. Fosilie tohoto (patrně mamenchisauridního) sauropoda byly objeveny v lomu Dašanpu (na území dnešní Číny, provincie S’-čchuan).

## Popis
Na délku měřil okolo 10 až 14 metrů a vážil kolem 4500 kilogramů. Byla nalezena i lebka, což je u této skupiny zvířat vzácné, ale není jisté, jestli skutečně patří tomuto zvířeti (byla nalezena daleko od postkraniální části kostry). Měl dlouhý krk, stejně jako ostatní sauropodi.

## Systematické zařazení
Patřil do čeledi Cetiosauridae, mezi jeho příbuzné tak patřil třeba rod Rhoetosaurus nebo Shunosaurus. Byla to čeleď primitivních sauropodů – neměli ještě odlehčené a pneumatizované kosti. Možná však patřil spíše do čeledi Mamenchisauridae.

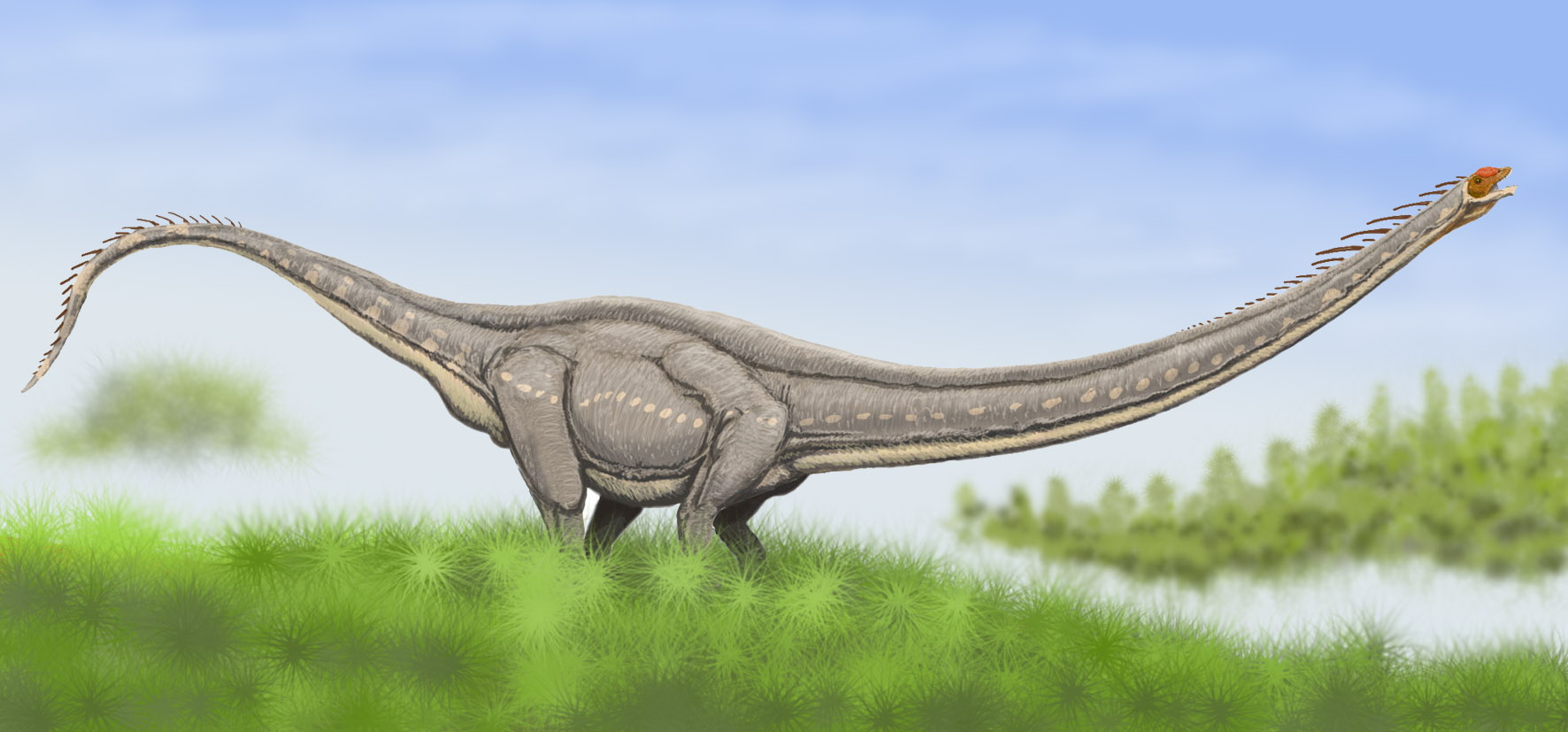
Možný příbuzný datousaura Mamenchisaurus